# Кулинич Євгеній Васильович
Євгеній Васильович Кулинич (17 квітня 1970 — 16 грудня 2022) — молодший сержант Збройних Сил України, учасник російсько-української війни, який загинув під час російського вторгнення в Україну, Позивний "Шах".

## Життєпис
Кулинич Євгеній Васильович народився 17 квітня 1970 року м. Яготин, Київської області, Українська РСР, СРСР в сім'ї ліквідатора аварії на ЧАЕС Кулинича Василя Тимофійовича та працівниці Яготинської хлібопекарні Кулинич Євгенії Тимофіївни.
У 1987 р. зі срібною медаллю закінчив середню міську школу № 1 міста Яготин з поглибленим вивченням математики.
В 1987 році вступив до Київського державного університету на механіко-математичний факультет.
3 липня 1988 року по вересень 1989 року проходив військову службу в рядах ВМФ Північного флоту м. Сєвєроморськ, закінчив службу в званні молодшого сержанта.
В 1993 році закінчив навчання в Київському державному університеті, отримав спеціальність - математик, викладач .
3 1993 по 1996 рік навчався в аспірантурі Інституту математики НАН України.
3 1994 по 1997 рік виклав вищу математику в Київському інституті військово повітряних сил.
Згодом почав свій професійний шлях у сегменті drogerie, зробивши значний внесок у його розвиток.
3 1997 почав працював в торгівельній мережі роздрібної торгівлі ДЦ (Watsons), де пройшов шлях від завідувача магазину до керівника роздрібної мережі.
З 2001 року до 2008 Євгеній був заступником директора, а потім обіймав позицію генерального директора мережі «Космо» (зараз «Prostor»).
У перерві між цими посадами з 2004 по 2006 він також був керівником роздрібної мережі аптек Донецького аптечного холдингу (аптеки «Здравиця», «Таблетка»).
Потім очолював ТОВ «Астерс-Груп».
У період з 2009 по 2010 рік Євгеній був директором великого оптового постачальника ТОВ «Фармастор» (мережа аптек «Аптека Доброго Дня»).
Згодом Євгеній Кулинич займав посаду комерційного директора ТОВ “Фарма 100”.
З травня 2012 по березень 2017 очолював мережу супермаркетів «Фуршет».
Останні п’ять років перед війною Євгеній Кулинич обіймав посаду генерального директора ТОВ «Арітейл»  (магазини «Коло»), розвивав торгівельну мережу від 0 до більше 200 магазинів.
З початком російського вторгнення в Україну евакуював свою родину на Захід країни і одразу пішов добровольцем в центр комплектування, де став на захист України. Боровся проти держави-терориста у складі 125-ї окремої бригади територіальної оборони ЗСУ на посаді командира міномету мінометного взводу мінометної батареї
Вірний військовій присязі, загинув 16 грудня 2022 року під час мінометної дуелі поблизу с. Діброва, Луганської області. 

## Нагороди
В лютому 2024 року відповідно до указу Президента України №135/2023  Євгенію Кулиничу за особисту мужність і самовідданість, виявлені у захисті державного суверенітету та територіальної цілісності України, вірність військовій присязі було посмертно відзначено державною нагородою: орденом «За мужність» III ступеня.
В травні 2024 відповідно до указу Міністра оборони України №786 від 21 травня 2024 року відзначено медаллю "Захиснику України".